# Adiemus
Adiemus är ett musikprojekt av den walesiske kompositören Karl Jenkins. Han har utgivit fem studioalbum under namnet Adiemus. Albumen innehåller harmonierad vokalmusik mot en bakgrund av orkestermusik.

## Diskografi
- Adiemus: Songs of Sanctuary (1995)
- Adiemus II: Cantata Mundi (1997)
- Adiemus III: Dances of Time (1998)
- Adiemus IV: The Eternal Knot (2001)
- Adiemus V: Vocalise (2003)